# 基塔瓦島
基塔瓦島是巴布亞新畿內亞的島嶼，位於所羅門海，屬於特羅布里恩群島的一部分，長7.1公里、寬4.2公里，面積15平方公里，最高點海拔高度142米，1999年人口約2,300。

## 外部連結
- Kitava at WikiMapia
- Health of the Uratu Island Reef, Kitava, Papua New Guinea （页面存档备份，存于）